# Cheiropachus vimineus
Cheiropachus vimineus är en stekelart som beskrevs av Xiao och Huang 2001. Cheiropachus vimineus ingår i släktet Cheiropachus och familjen puppglanssteklar. Inga underarter finns listade i Catalogue of Life.